# Jean Galbert de Campistron
Jean Galbert de Campistron (Tolosa, 3 agosto 1656 – Tolosa, 11 maggio 1723) è stato un drammaturgo francese.
Amico di Racine, che gli fu prodigo di consigli, entrò nel 1701 all'Académie Française.
Tra le sue numerose tragedie le più note sono Virginie (1683), Arminius (1684), Andronic (1685), che precorre i temi della tragedia alferiana, Alcibiade (1686) e Tiridate (1691) che riportò un grande successo.
Un suo libretto, Acis et Galathée, fu musicato da Jean-Baptiste Lully.
Fu stimato e acclamato mentre era in vita, ma venne in seguito quasi dimenticato.